# Satellite Awards 2017
Prémios Satellite de 2017

18 de Fevereiro de 2017
Melhor Filme:
La La Land
Melhor Diretor:
Kenneth Lonergan
Série de televisão – Drama:
The Crown
Série de televisão – Comédia ou Musical:
Silicon Valley
Minissérie ou Filme para televisão:
The People v. O.J. Simpson: American Crime Story
Auteur Award:
Tom Ford
O Satellite Awards é uma cerimônia de premiação homenageando os melhores artistas do ano, filmes e programas de televisão, apresentados pela Academia Internacional de Imprensa. A 21ª aconteceu no dia 18 de fevereiro de 2017.
As nomeações foram anunciadas em 29 de novembro de 2016. Os vencedores foram anunciados em 18 de dezembro de 2016.

## Cinema
| Best Film | Best Director |
| --- | --- |
| La La Land (Principal) Manchester by the Sea (Independente) - Captain Fantastic - Fences - Hacksaw Ridge - Hell or High Water - Hidden Figures - Jackie - Lion - Loving - Moonlight - Nocturnal Animals                                                                       | Kenneth Lonergan – Manchester by the Sea - Damien Chazelle – La La Land - Tom Ford – Nocturnal Animals - Mel Gibson – Hacksaw Ridge - Barry Jenkins – Moonlight - Pablo Larraín – Jackie - Denzel Washington – Fences                                                                |
| Best Actor | Best Actress |
| Andrew Garfield – Hacksaw Ridge (Principal) Viggo Mortensen – Captain Fantastic (Independente) - Casey Affleck – Manchester by the Sea - Joel Edgerton – Loving - Joseph Gordon-Levitt – Snowden - Ryan Gosling – La La Land - Tom Hanks – Sully - Denzel Washington – Fences | Ruth Negga – Loving (Principal) Isabelle Huppert – Elle (Independente) - Amy Adams – Nocturnal Animals - Annette Bening – 20th Century Women - Taraji P. Henson – Hidden Figures - Natalie Portman – Jackie - Emma Stone – La La Land - Meryl Streep – Florence Foster Jenkins       |
| Best Supporting Actor | Best Supporting Actress |
| Jeff Bridges – Hell or High Water - Mahershala Ali – Moonlight - Hugh Grant – Florence Foster Jenkins - Lucas Hedges – Manchester by the Sea - Eddie Murphy – Mr. Church - Dev Patel – Lion                                                                                   | Naomie Harris – Moonlight - Viola Davis – Fences - Nicole Kidman – Lion - Helen Mirren – Eye in the Sky - Octavia Spencer – Hidden Figures - Michelle Williams – Manchester by the Sea                                                                                               |
| Best Original Screenplay | Best Adapted Screenplay |
| Moonlight – Barry Jenkins - Captain Fantastic – Matt Ross - Hell or High Water – Taylor Sheridan - La La Land – Damien Chazelle - The Lobster – Yorgos Lanthimos e Efthymis Filippou - Manchester by the Sea – Kenneth Lonergan                                               | Snowden – Oliver Stone e Kieran Fitzgerald - Hacksaw Ridge – Andrew Knight e Robert Schenkkan - Hidden Figures – Allison Schroeder e Theodore Melfi - The Jungle Book – Justin Marks - Lion – Luke Davies - Sully – Todd Komarnicki                                                  |
| Best Animated or Mixed Media Film | Best Foreign Language Film |
| Ma vie de Courgette - Finding Dory - The Jungle Book - Kubo and the Two Strings - Miss Hokusai - Moana - The Red Turtle - Trolls - Kimi no Na wa. - Zootopia | The Salesman ( Irão) - The Ardennes ( Bélgica) - Elle ( França) - The Handmaiden ( Coreia do Sul) - The Happiest Day in the Life of Olli Mäki ( Finlândia) - Julieta ( Espanha) - A Man Called Ove ( Suécia) - Ma' Rosa ( Filipinas) - Paradise ( Rússia) - Toni Erdmann ( Alemanha) |
| Best Documentary Film | Best Cinematography |
| 13th - The Beatles: Eight Days a Week - The Eagle Huntress - Fire at Sea - Gleason - The Ivory Game - Life, Animated - O.J.: Made in America - Tower - Zero Days | The Jungle Book – Bill Pope - Billy Lynn's Long Halftime Walk – John Toll - Hacksaw Ridge – Simon Duggan - The Happiest Day in the Life of Olli Mäki – Jani-Petteri Passi - La La Land – Linus Sandgren - Moonlight – James Laxton                                                   |
| Best Original Score | Best Original Song |
| La La Land – Justin Hurwitz - The BFG – John Williams - Hacksaw Ridge – Rupert Gregson-Williams - Hidden Figures – Hans Zimmer, Pharrell Williams e Benjamin Wallfisch - The Jungle Book – John Debney - Manchester by the Sea – Lesley Barber                                | "City of Stars" – La La Land - "Audition (The Fools Who Dream)" – La La Land - "Can't Stop the Feeling!" – Trolls - "Dancing With Your Shadow" – Po - "I'm Still Here" – Miss Sharon Jones! - "Running" – Hidden Figures                                                             |
| Best Visual Effects | Best Art Direction and Production Design |
| The Jungle Book - The BFG - Billy Lynn's Long Halftime Walk - Deadpool - Doctor Strange - Sully | La La Land – David Wasco - Alice Through the Looking Glass – Dan Hennah - Allied – Gary Freeman - Hacksaw Ridge – Barry Robinson - Jackie – Jean Rabasse - The Jungle Book – Christophe Glass                                                                                        |
| Best Film Editing | Best Sound (Editing and Mixing) |
| Hacksaw Ridge – John Gilbert - Billy Lynn's Long Halftime Walk – Tim Squyres - The Birth of a Nation – Steven Rosenblum - La La Land – Tom Cross - Lion – Alexandre de Francheschi - Moonlight – Joi McMillon e Nat Sanders                                                   | Hacksaw Ridge - 13 Hours: The Secret Soldiers of Benghazi - Allied - Billy Lynn's Long Halftime Walk - The Jungle Book - La La Land |
| Best Costume Design | Best Ensemble – Motion Picture |
| Jackie – Madeline Fontaine - Alice Through the Looking Glass – Colleen Atwood - Captain Fantastic – Courtney Hoffman - Doctor Strange – Alexandra Byrne - La La Land – Mary Zophres - Love & Friendship – Eimer Ní Mhaoldomhnaigh                                             | Hidden Figures – Taraji P. Henson, Octavia Spencer, Janelle Monáe, Kevin Costner, Kirsten Dunst, Jim Parsons, Glen Powell, Mahershala Ali e Karan Kendrick |

### Filmes com múltiplas nomeações
| Nomeações | Filmes                                    |
| --------- | ----------------------------------------- |
| 13        | La La Land                                |
| 9         | Hacksaw Ridge                             |
| 7         | Hidden Figures                            |
| 7         | The Jungle Book                           |
| 7         | Manchester by the Sea                     |
| 7         | Moonlight                                 |
| 5         | Jackie                                    |
| 5         | Lion                                      |
| 4         | Billy Lynn's Long Halftime Walk           |
| 4         | Captain Fantastic                         |
| 4         | Fences                                    |
| 3         | Hell or High Water                        |
| 3         | Loving                                    |
| 3         | Nocturnal Animals                         |
| 3         | Sully                                     |
| 2         | Alice Through the Looking Glass           |
| 2         | Allied                                    |
| 2         | The BFG                                   |
| 2         | Doctor Strange                            |
| 2         | Elle                                      |
| 2         | Florence Foster Jenkins                   |
| 2         | The Happiest Day in the Life of Olli Mäki |
| 2         | Snowden                                   |
| 2         | Trolls                                    |

## Televisão
| Best Drama Series | Best Musical or Comedy Series |
| --- | --- |
| The Crown – Netflix - The Affair – Showtime - American Crime – ABC - The Americans – FX - Better Call Saul – AMC - The Fall – BBC Northern Ireland - Mr. Robot – USA Network - Poldark – PBS | Silicon Valley – HBO - Brooklyn Nine-Nine – FOX - Lady Dynamite – Netflix - Love – Netflix - Orange Is the New Black – Netflix - Unbreakable Kimmy Schmidt – Netflix - Veep – HBO |
| Best Genre Series | Best Miniseries or Television Film |
| Outlander – Starz - Black Mirror – Netflix - Game of Thrones – HBO - The Man in the High Castle – Amazon Video - Orphan Black – BBC America - Stranger Things – Netflix - The Walking Dead – AMC - Westworld – HBO | The People v. O.J. Simpson: American Crime Story – FX - All the Way – HBO - And Then There Were None – Acorn TV, Agatha Christie Productions - Churchill's Secret – PBS, ITV - Close to the Enemy – Acorn TV, BBC Two - Confirmation – HBO - The Dresser – Starz - Lady Day at Emerson's Bar and Grill – HBO - The Night Of – HBO                                 |
| Best Actor in a Drama / Genre Series | Best Actress in a Drama / Genre Series |
| Dominic West – The Affair como Noah Solloway - Rami Malek – Mr. Robot como Elliot Alderson - Bob Odenkirk – Better Call Saul como Jimmy McGill - Matthew Rhys – The Americans como Philip Jennings - Liev Schreiber – Ray Donovan como Ray Donovan - Billy Bob Thornton – Goliath como Billy McBride                                                                                           | Evan Rachel Wood – Westworld como Dolores Abernathy / Wyatt - Felicity Huffman – American Crime como Leslie Graham - Sarah Lancashire – Happy Valley como Sgt. Catherine Cawood - Tatiana Maslany – Orphan Black como Various Characters - Winona Ryder – Stranger Things como Joyce Byers - Ruth Wilson – The Affair como Alison Lockhart                        |
| Best Actor in a Musical or Comedy Series | Best Actress in a Musical or Comedy Series |
| William H. Macy – Shameless como Frank Gallagher - Anthony Anderson – Black-ish como Andre "Dre" Johnson Sr. - Rob Delaney – Catastrophe como Rob Norris - Will Forte – The Last Man on Earth como Phil Miller - Thomas Middleditch – Silicon Valley como Richard Hendricks - Jeffrey Tambor – Transparent como Maura Pfefferman                                                               | Taylor Schilling – Orange Is the New Black como Piper Chapman - Pamela Adlon – Better Things como Sam Fox - Sharon Horgan – Catastrophe como Sharon Morris - Ellie Kemper – Unbreakable Kimmy Schmidt como Kimmy Schmidt - Tracee Ellis Ross – Black-ish como Dr. Rainbow "Bow" Johnson                                                                           |
| Best Actor in a Miniseries or TV Film | Best Actress in a Miniseries or TV Film |
| Bryan Cranston – All the Way como Lyndon B. Johnson - Cuba Gooding Jr. – The People v. O.J. Simpson: American Crime Story como O. J. Simpson - Tom Hiddleston – The Night Manager como Jonathan Pine - Anthony Hopkins – The Dresser como Sir - Wendell Pierce – Confirmation como Clarence Thomas - Courtney B. Vance – The People v. O.J. Simpson: American Crime Story como Johnnie Cochran | Sarah Paulson – The People v. O.J. Simpson: American Crime Story como Marcia Clark - Lily James – War & Peace como Natasha Rostova - Melissa Leo – All the Way como Lady Bird Johnson - Audra McDonald – Lady Day at Emerson's Bar and Grill como Billie Holiday - Kerry Washington – Confirmation como Anita Hill - Emily Watson – The Dresser como Her Ladyship |
| Best Supporting Actor in a Series, Miniseries or TV Film | Best Supporting Actress in a Series, Miniseries or TV Film |
| Ben Mendelsohn – Bloodline como Danny Rayburn - Jonathan Banks – Better Call Saul como Mike Ehrmantraut - Andre Braugher – Brooklyn Nine-Nine como Capitão Ray Holt - Jared Harris – The Crown como Rei George VI - Michael Kelly – House of Cards como Doug Stamper - Hugh Laurie – The Night Manager como Richard Onslow Roper                                                               | Olivia Colman – The Night Manager como Angela Burr (TIE) Rhea Seehorn – Better Call Saul como Kim Wexler (TIE) - Lena Headey – Game of Thrones como Cersei Lannister - Maggie Siff – Billions como Wendy Rhoades, M.D. - Maura Tierney – The Affair como Helen Solloway - Alison Wright – The Americans como Martha Hanson                                        |
| Satellite Award for Best Television Ensemble | |
| Outlander – Caitriona Balfe, Sam Heughan, Tobias Menzies, Lotte Verbeek, Laura Donnelly, Steven Cree, Grant O'Rourke, Gary Lewis, Graham McTavish, Stephen Walters, Simon Callow, Nell Hudson, Dominique Pinon, Stanley Weber, Richard Rankin, Sophie Skelton, Andrew Gower, Rosie Day, Clive Russell, e Frances de la Tour                                                                    | |

### Séries com múltiplas nomeações
| Nomeações | Séries                                           |
| --------- | ------------------------------------------------ |
| 4         | The Affair                                       |
| 4         | Better Call Saul                                 |
| 4         | The People v. O.J. Simpson: American Crime Story |
| 3         | All the Way                                      |
| 3         | The Americans                                    |
| 3         | Confirmation                                     |
| 3         | The Dresser                                      |
| 3         | The Night Manager                                |
| 2         | Game of Thrones                                  |
| 2         | Unbreakable Kimmy Schmidt                        |
| 2         | American Crime                                   |
| 2         | Black-ish                                        |
| 2         | Brooklyn Nine-Nine                               |
| 2         | Catastrophe                                      |
| 2         | The Crown                                        |
| 2         | Lady Day at Emerson's Bar and Grill              |
| 2         | Mr. Robot                                        |
| 2         | Orange Is the New Black                          |
| 2         | Orphan Black                                     |
| 2         | Outlander                                        |
| 2         | Silicon Valley                                   |
| 2         | Stranger Things                                  |
| 2         | Westworld                                        |